# Déforestation au Pérou

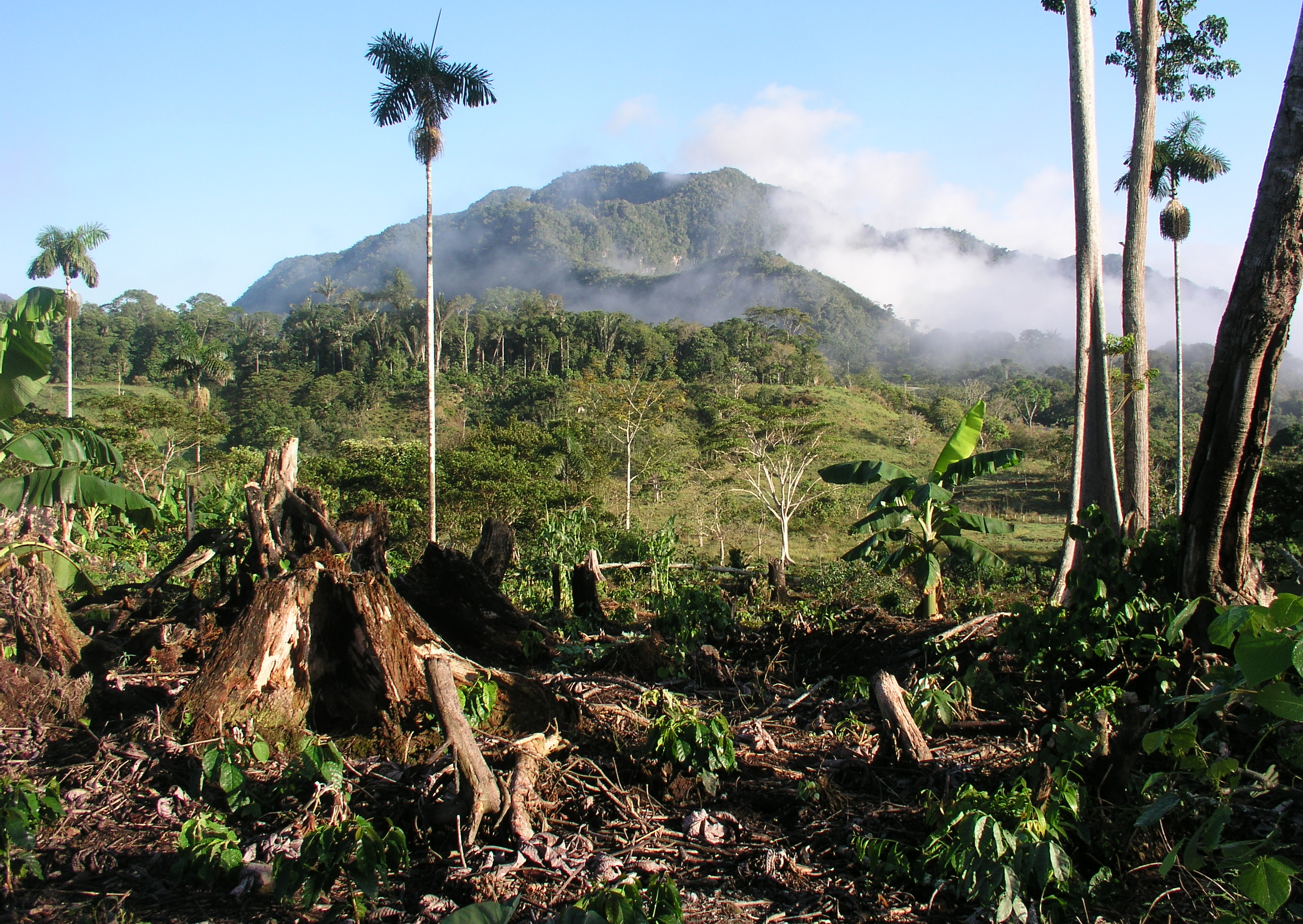
Déforestation dans les environs de Nueva Cajamarca (Rioja, San Martin, Pérou).

La déforestation au Pérou est en forte augmentation depuis la fin du XXe siècle et le début du XXIe siècle, en particulier dans le bassin de l'Amazone où se trouve plus de la moitié de son couvert forestier. L'extension de l'agriculture explique en grande partie ce phénomène, avec l’extension consécutive de la culture de la coca et des pâturages. L'orpaillage clandestin et l'exploitation illégale de bois menacent également la forêt, réservoir d'une riche biodiversité, jusque dans les réserves naturelles, tandis que le gouvernement tente de mettre en place des mesures de protection en accord avec les instances internationales et le monde associatif. 

## Taux de déforestation
Le niveau de déforestation est de 145 000 hectares par an en 2013, alors qu'il n'était que de 80 000 hectares en 2001. En 2017, le pays a perdu 143 000 hectares sur un total de 69 millions. En 2019, la perte fut de 147 402 hectares, soit une baisse de 4,7 % par rapport à l’année précédente, dont 47,2 pour la région de San Martín mais un accroissement dans le département de Junín. En 2019, le couvert forestier s'étend sur 680 000 km2, dont 95 % en Amazonie.

## Causes: défrichage et exploitation illégale

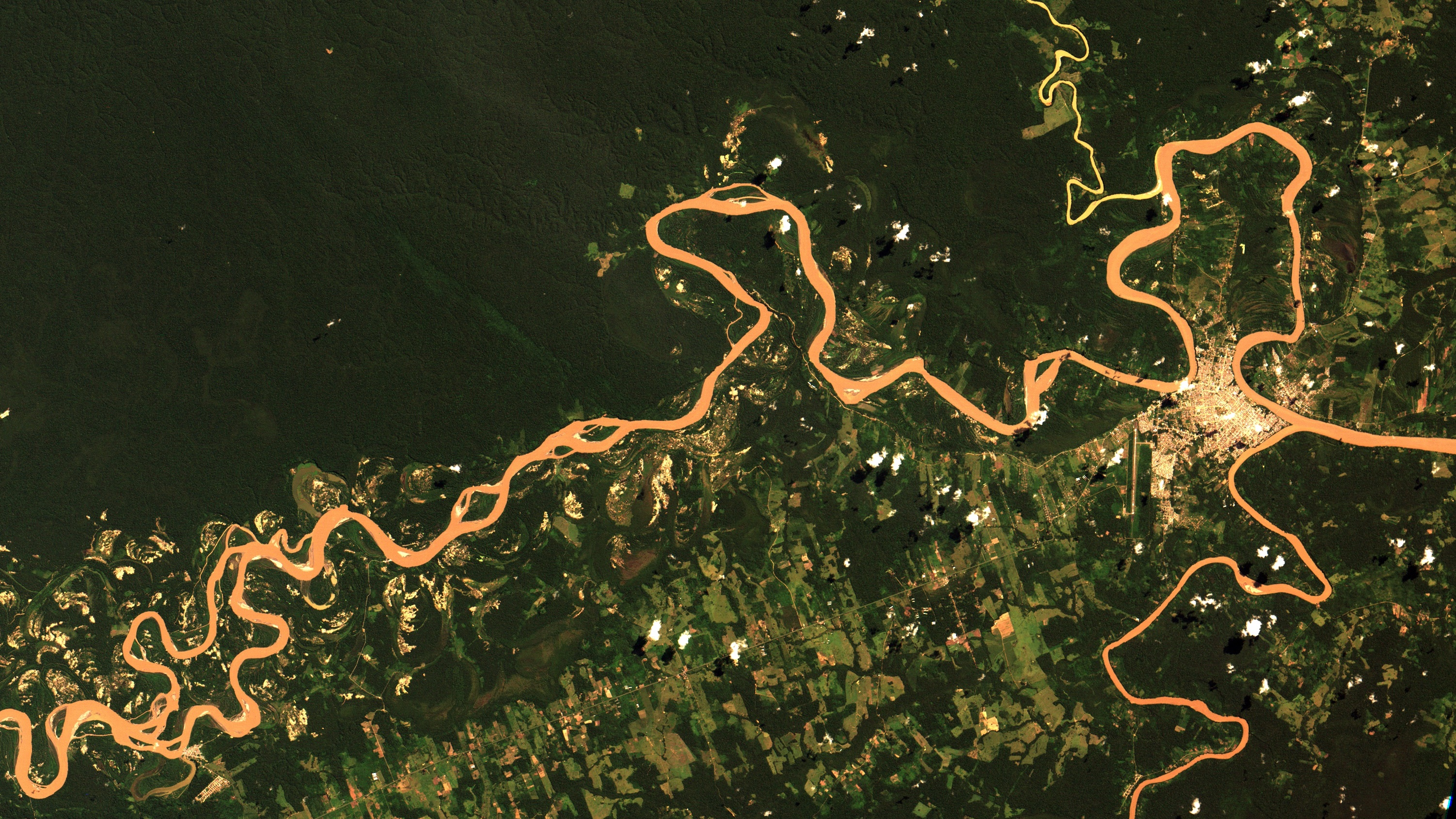
Des terres agricoles et de pâturage aux environs de Puerto Maldonado.

L'agriculture constitue la première cause de déforestation au Pérou , en majeure partie à cause de la progression de parcelles de moins de 50 hectares. Les défrichages agricoles réduits ne viennent pas nécessairement de petits exploitants. Entre 2010 et 2014, l’État a été mis en cause pour avoir cédé 30 773 hectares de forêts à des sociétés agro-industrielles péruviennes ou internationales, profitant des failles juridiques, corrompant les autorités ou exerçant une pression sur les communautés locales. 

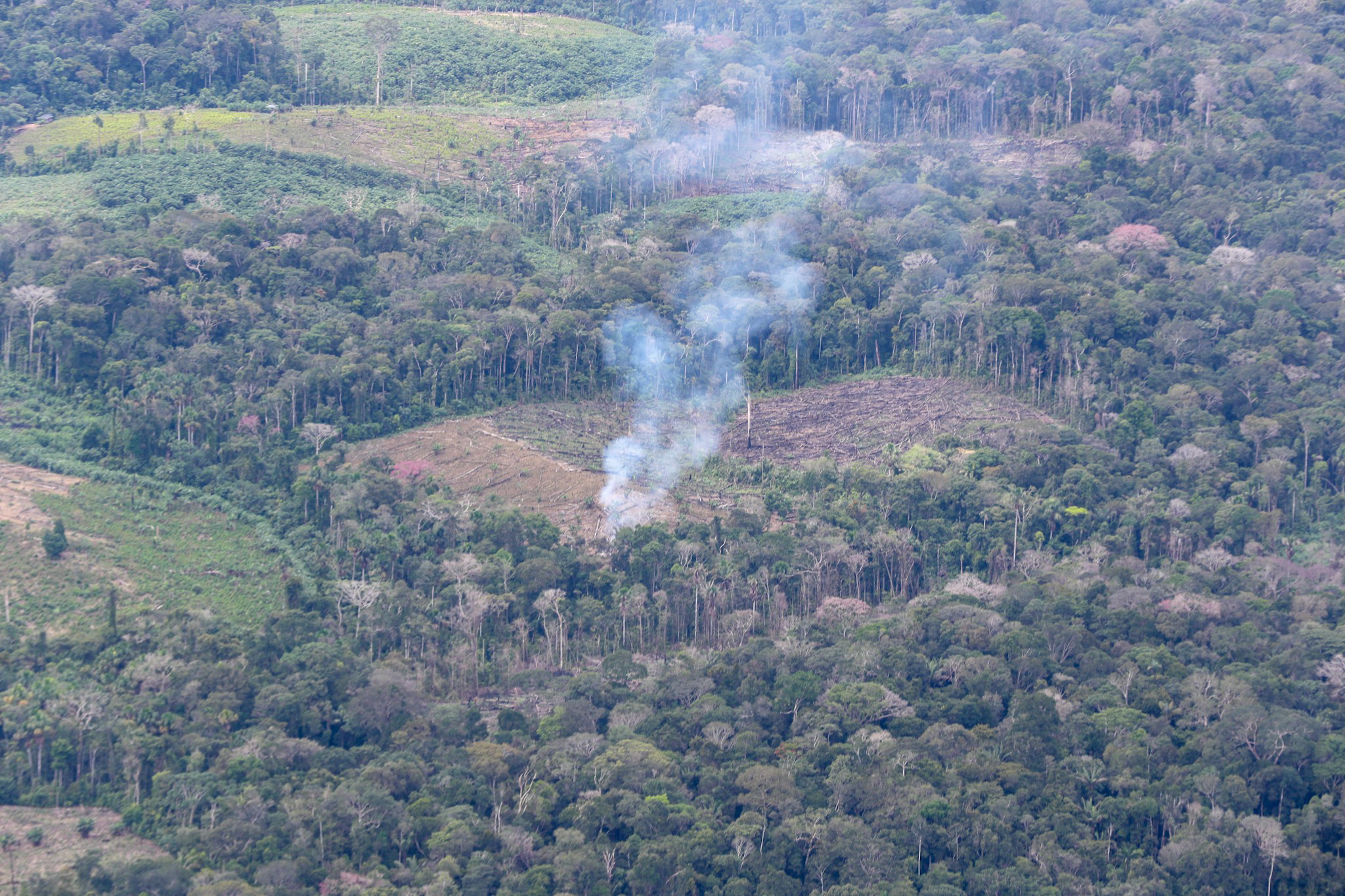
Traque des narcotrafiquants installés dans une forêt de Putumayo, dans le cadre de l'opération Armageddon en 2018.

Les années 1980 voient une forte augmentation de la culture de la coca dans l’Amazonie péruvienne, parfois en lien avec la guérilla. Dans le Haut Huallaga, les plantations ont entraîné une déforestation d'environ 600 000 hectares. Ce type de production a baissé dans les années 1990 en raison de la baisse des prix, de la lutte contre le narcotrafic, la  fumigation  de l'herbicide Spike et l’apparition du champignon Fusarium oxysporum. La dégradation des systèmes fourragers et le manque de moyens des éleveurs tendent ces derniers à défricher afin de créer de nouvelles aires de pâturages. Les cultures de végétaux du genre Brachiaria permettent cependant aux agriculteurs d'éviter de coloniser la forêt, par la mise en valeur des terres dégradées, car ces plantes supportent une forte acidité et améliorent la fertilité par leurs racines profondes.
Sixième producteur mondial d'or, le Pérou connaît également une activité d'orpaillage souvent illégale dans la forêt amazonienne, les mineurs rasant la forêt pour atteindre les cours d'eau et les plaines inondables. Une autoroute construite dans la région Madre de Dios, qui tire 50 % de son PIB des ressources aurifères, a donné accès ainsi à des endroits reculés et la réserve nationale Tambopata a été affectée par l'intrusion des chercheurs d'or en 2016. Une étude publiée en 2011 montre que la déforestation engendrée par l’extraction minière culmine à une moyenne annuelle de 1 915 hectares entre 2006 et 2009, ce qui surpasse celle consécutive aux implantations agricoles. Le prix de l’or a augmenté de 360 % entre 2000 et 2010, ce qui complique la préservation des ressources naturelles dans un contexte de pauvreté. Les exploitations minières artisanales recourent massivement au mercure, ce qui pollue le sol, l'eau et l'air.
Début 2020, il est estimé que 100 000 hectares de forêts ont été détruits par l’orpaillage illégal depuis 1985, remplacés par plus de 30 000 étangs pollués. 
En dépit des organismes institutionnels et des mesures législatives, l’exploitation illégale du bois continue à nuire à la gestion des forêts. Les contrevenants pratiquent la falsification des certificats, les faux inventaires forestiers et l'acception de plans opérationnels erronés par les autorités. En 2018, encore 40 % du bois produit est d'extraction illégale. Des régions habitées par des indiens sont soumises à des pressions de la part de bûcherons clandestins qui pillent sans contrôle le bois de mahogany (proche de l'acajou).

## Enjeux écologiques

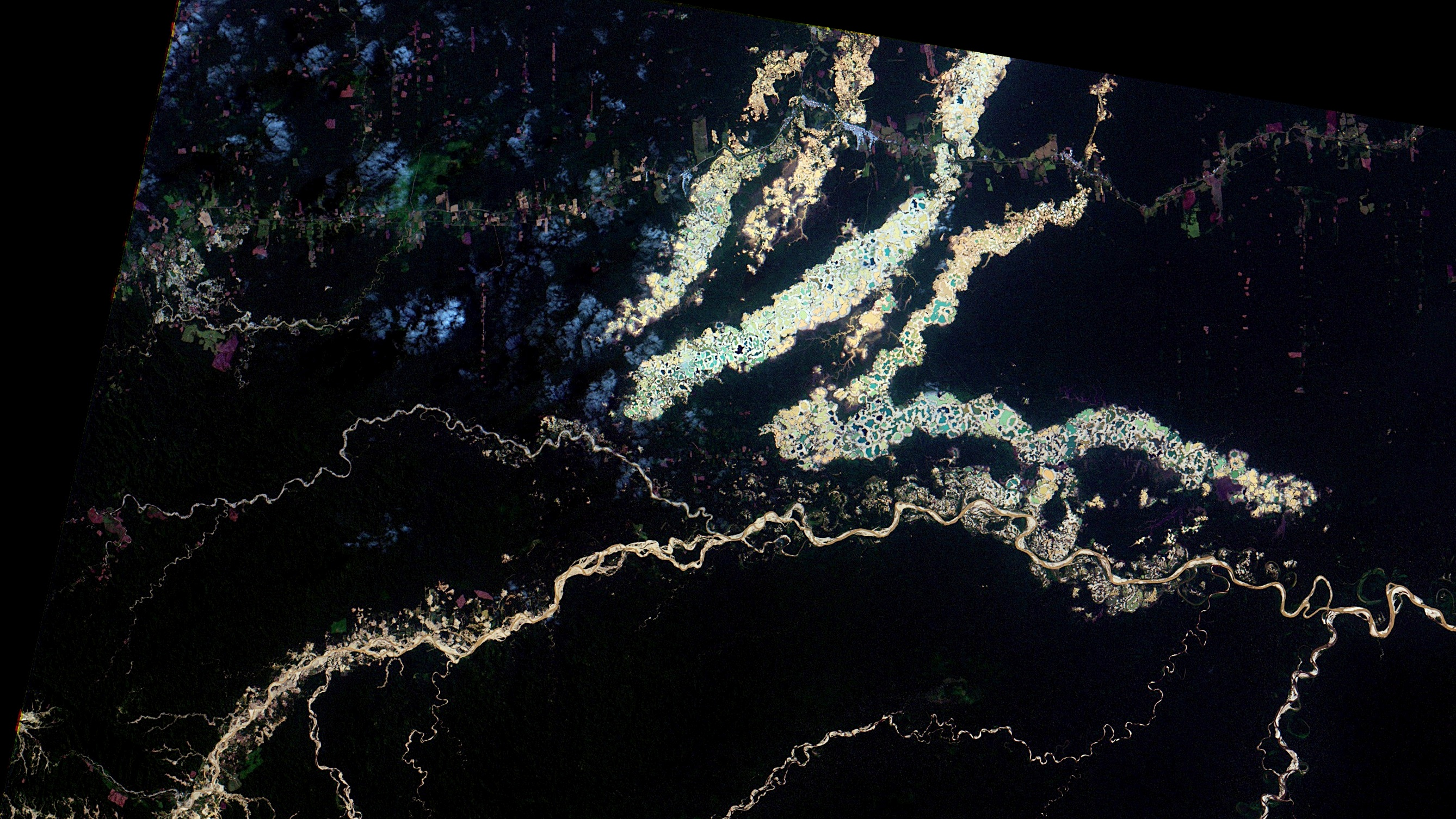
Mines aurifères artisanales à Madre de Dios vues de l'espace.

La déforestation constitue une menace pour la riche diversité biologique du Pérou et de sa partie amazonienne en particulier. À Yanamono, près de Iquitos, un record mondial de biodiversité a été enregistré, avec plus de 900 espèces de plantes sur une parcelle d'un hectare. Le département de San Martín, centre de la production de cocaïne dans les années 1990, comprend 2 600 espèces de plantes, dont 15 % endémiques, dans les zones de prédilection pour la coca, entre 500 et 2 000 mètres d'altitude. Or, il est estimé qu'en 1996, plus de 223 000 ha y sont consacrées à l'agriculture, principalement de la coca. La dégradation de la forêt tropicale pré-montagnarde pourrait atteindre jusqu'à 1 000 000 ha dans tout le pays. 
Outre qu'elle encourage le défrichage, la culture de la coca telle qu'elle est pratiquée dans le piémont andin favorise l'érosion des sols : les lignes de plants suivent le sens des pentes, déjà sensibles à la dégradation en raison de leur déclivité. Elle perturbe le régime hydrique, ce qui provoque des inondations. Les rejets chimiques et toxiques contaminent l'eau et augmentent une pollution néfaste pour l'écosystème.

## Protection de l'environnement
Le gouvernement souhaite cependant renforcer sa législation pour lutter contre ce pillage, par des peines plus sévères et des opérations contre le trafic illégal de bois. En 2015, il a annoncé l'objectif d'atteindre zéro déforestation en 2021. La même année, à la suite de la révision de la loi forestière, le Serfor (Servicio Nacional Forestal y de Fauna Silvestre) est mis en place. Cet organisme est chargé la gestion des forêts, accorde des concessions et dresse l’inventaire des parcelles. L'Osinfor (Organismo de Supervision de los Recursos Forestales), créé en 2005, est lui chargé du contrôle de l’exploitation et de l'usage des ressources forestières.
Les gestionnaires de la réserve nationale de Tambopata et d'anciens mineurs ont entrepris de restaurer les terres dégradées de Madre de Dios après l’évacuation des mineurs illégaux situés dans la zone tampon du parc en 2019 et l'expertise technique du Centro de Innovación Científica Amazónica, ainsi que le financement partiel de la WWF et de l'Usaid. 
La conversion des forêts en terres agricoles et de pâturage constitue l'un des facteurs principaux du rejet des gaz à effets de serre, ce qui explique avec l’importance écosystémique de la forêt amazonienne que le Pérou soit l'un des pays stratégiques dans la lutte mondiale contre le réchauffement climatique. Le pays a officiellement adhéré au programme du REDD + lors de la conférence de Poznań de 2008. Des acteurs de la société civile sont impliqués aux côtés des autorités pour le mettre en œuvre, dont les communautés indigènes, quoique celles-ci défendent une approche moins centrée sur le marché du carbone et davantage sur
une vision holistique de la nature, attentive aux droits de l'homme et des territoires. En dépit des efforts réalisés, une étude publiée en 2014 pointe les insuffisances en matière de coordination des acteurs, de contrôle des initiatives et de compréhension des mécanismes de la déforestation.